# Theodora Bean
Theodora Bean (26 de marzo de 1871 - 5 de agosto de 1926), nacida como Edna Belle Bean,  fue una periodista y sufragista estadounidense. Fue fundadora y presidenta del Newspaper Women's Club de Nueva York y fundó su propio sindicato de noticias, el T-Bean Syndicate, poco antes de su muerte.

## Primeros años y educación
Bean nació en Anoka, Minnesota; hija de Martin Van Buren Bean y Louisa Jane McFarlan Bean. Su madre era canadiense y su padre de Maine. Su padre era veterano del Ejército de la Unión de la Guerra Civil estadounidense y regentaba una ferretería. Asistió brevemente a Carleton College y luego se mudó a Chicago para comenzar una carrera como periodista. 

## Carrera

### Periodismo
Bean fue reportera en el Chicago Daily News, donde entrevistó a Carrie Nation y cubrió las noticias de clubes y deportes femeninos. Se mudó a Nueva York, donde fue editora del dominical del Morning Telegraph y también trabajó para el Evening Telegram . Escribió un perfil de la cantante británica Clara Butt en 1913,  y entrevistó a la artista Beatrice Wood en 1917.  Fue miembro fundador del Newspaper Women's Club de Nueva York en 1922,  y fue presidenta de dicho Club hasta su muerte.  En 1925 fundó el sindicato T-Bean,  reclutando a muchos colegas periodistas para que colaborasen, entre ellos Martha Coman, Benjamin De Casseres, Alice Rohe y Delight Evans ;  su muerte en 1926 puso fin a esa empresa. 

### Sufragio y otros trabajos
Bean, junto a otras escritoras, incluidas Mary Hunter Austin, Grace Gallatin Seton Thompson, Charlotte Perkins Gilman, Katherine Leckie y Kate Jordan, participó en una manifestación por el sufragio en 1911,  y entrevistó a Carrie Chapman Catt para el Morning Telegraph en 1912.  En 1915, ella y otros (incluidos Fola La Follette y Alice Duer Miller ) usaron paneles tipo sándwich con argumentos sobre el sufragio en el metro de Nueva York, para contrarrestar los carteles publicitarios en contra del sufragio en los vagones.  Apareció haciendo de sí misma en la película muda Our Mutual Girl No. 22 (1914), en la que Arthur Conan Doyle también hizo un cameo.  

## Vida personal
Bean vivió con la escritora y actriz Marjorie Patterson .   Falleció en 1926, a la edad de 55 años, tras una cirugía.  En esa ocasión, Nellie Revell escribió en Variety : "Es una pérdida que me ha devastado tanto a mí como a todos sus amigos". 